# Sagitari A
Sagitari A (abreujat Sgr A) és una font d'emissió de ràdio complexa situada al centre de la Via Làctia, a la constel·lació del Sagitari. Està 'amagada' de les longituds d'ona òptiques per grans núvols de pols còsmica dels braços espirals de la galàxia.
Consta de tres components, la romanent de supernova Sagitari A Est, l'estructura espiral Sagitari A Oest i una font de ràdio compacta molt brillant, Sagitari A* (Sagitari A-estel). En la superposició dels tres, Sagitari A Est és el més gran, l'Oest apareix descentrat dins de l'Est i A* és al centre de l'Oest.

## Sagitari A Est
Té una amplada d'aproximadament 25 anys llum i els atributs d'un esdeveniment explosiu que va succeir entre els anys 35.000 AEC i 100.000 AEC. Això no obstant, es podria necessitar de 50 a 100 vegades més energia que una explosió de supernova estàndard per a crear una estructura d'aquesta mesura i energia.

## Sagitari A Oest

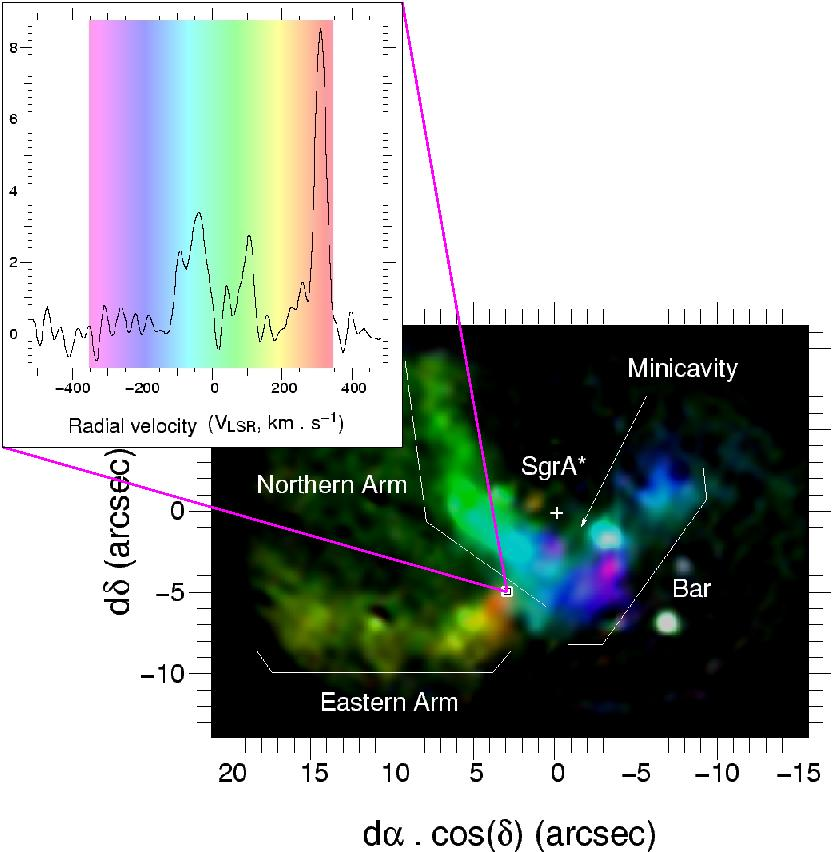
Brillantor superficial i camp de velocitat de la part interior de Sagitari A Oest

Sgr A Oest té l'aparença d'una espiral de tres braços, des del punt de vista de la Terra. Per aquesta raó, també es coneix com la "Miniespiral". L'aspecte i el sobrenom són enganyosos, ja que l'estructura tri-dimensional de la Miniespiral no és realment la d'una espiral. Està fet de diversos núvols de pols i gas que orbiten i cauen sobre Sagitari A* a velocitats tan altes com 1.000 km/s. La capa superficial d'aquests núvols està ionitzada. L'origen de la ionització és la població d'estrelles massives que també ocupen el parsec central.
Sgr A Oest està envoltat per un tor massiu de gas molecular fred, el Disc Circumnuclear (CND). La naturalesa i la cinemàtica del Braç Nord suggereixen que havia estat un grup dins del CND que va caure a causa d'alguna pertorbació, potser l'explosió de supernova responsable de Sgr A Est. El Braç Nord sembla una cresta molt brillant que va de nord a sud, però s'estén cap a l'est i pot ser detectat com una font estesa de baixa il·luminació.
L'Arc Oest (fora del camp de visió de la imatge de la dreta) s'ha interpretat com la superfície interior ionitzada del CND. El Braç Est i el Bar semblen ser dos núvols llargs addicionals semblants al Braç Nord, encara que no comparteixen el mateix pla orbital. Se'ls estima una massa d'unes 20 masses solars a cadascun.
A la part superior d'aquestes estructures de gran escala (d'uns pocs anys llum de mida), es poden veure nuvolets i buits dins dels núvols grans. La pertorbació més prominent és la 'Minicavitat', que s'interpreta com una bombolla dins del Braç Nord arrosegada pel vent estel·lar d'una estrella massiva que encara no s'ha identificat clarament.

## Sagitari A*
Els astrònoms tenen proves que hi ha un forat negre supermassiu al centre de la galàxia. Sagitari A* (abreviat Sgr A*, pronunciat "sagitari a estel") s'ha acordat que és el candidat més pausible per la localització d'aquest forat negre. El Very Large Telescope i el telescopi Keck han detectat estrelles orbitant Sgr A* a velocitats més grans que la de qualsevol altra estrella de la galàxia. Una d'elles, designada S2, es va calcular que orbitava Sgr A* a velocitats de més de 5.000 km/s en el seu apropament més gran.